# Hotel van Eetvelde
Het Hotel van Eetvelde is een herenhuis gelegen aan de Palmerstonlaan 4 in de Brusselse wijk van de Squares.

## Situering
De tussen 1895 en 1898 gebouwde stadwoning is van de hand van Victor Horta in opdracht van de toenmalige Gouverneur van Kongo-Vrijstaat Edmond van Eetvelde. Het geheel bevat vooraan een souterrain met bel-etage, verder een langs boven belichte wintertuin met achterbouwen. Het gebouw is opgevat als gelegenheid om officiële ontvangsten te organiseren voor de politieke wereld. 
In 1899 breidde Horta het gebouw uit met een officiële ambtswoning (op de Palmerstonlaan 2). Dit werd In 2022 aangekocht door het Brussels Hoofdstedelijk Gewest (met steun van Beliris).. 
In 1901  (na het overlijden van zijn vrouw) splitste Edmond Van Eetvelde het gebouw op in twee afzonderlijke panden, waardoor beiden volledig van elkaar gescheiden geraakten.
In mei 2023 werden beide gebouwen na een restauratie opengesteld voor het publiek gedurende het Art Nouveau Brussels 2023 jaar .

## Bijzondere vermelding
Samen met drie andere van art-nouveauhuizen van Horta, behoort het Hotel van Eetvelde tot de werelderfgoedlijst van de UNESCO, onder de inschrijving Herenhuizen van de architect Victor Horta.

## Vertrekken van het Hotel
De wintertuin - met het glazen koepeldak - vormt het middelpunt van het gebouw. Deze octogonale rotonde heeft verschillende functies:
- verspreiding van licht dat er zenitaal binnenvalt
- ontvangstruimte
- doorgangsruimte tussen de vertrekken

De muren van de woonkamer hebben een groene onyx lambrisering, en via grote kleurrijke ramen kijkt men uit op de wintertuin.
De daartegenover liggende eetkamer baadt eveneens in een gloed van licht.
Het ventilatiesysteem waarmee Horta buitenlucht in de woning haalde werd eveneens gereconstrueerd. In alle andere Horta-woningen is dat vernield.

## Teruggevonden bureau
Het bureau en de werkkamer in het huis Van Eetvelde was een totaalkunstwerk van de hand van Victor Horta. Na de dood van Van Eetvelde in december 1925, verdween het houten bureau in art-nouveaustijl uit de woning van de overleden diplomaat. Het was een eeuw lang zoek, maar werd in 2025 teruggevonden in Nederland.
De Nederlandse kunsthistoricus en verzamelaar Frederik Erens herkende het bureau op een antiekbeurs, verstopt tussen een twintigtal soortgelijke bureaus. Hij herkende het aan de typische Hortahandvaten.
Het meubel keerde terug naar de werkkamer van de Belgische diplomaat. Deze kamer is hiermee volledig in ere hersteld.

## Galerij

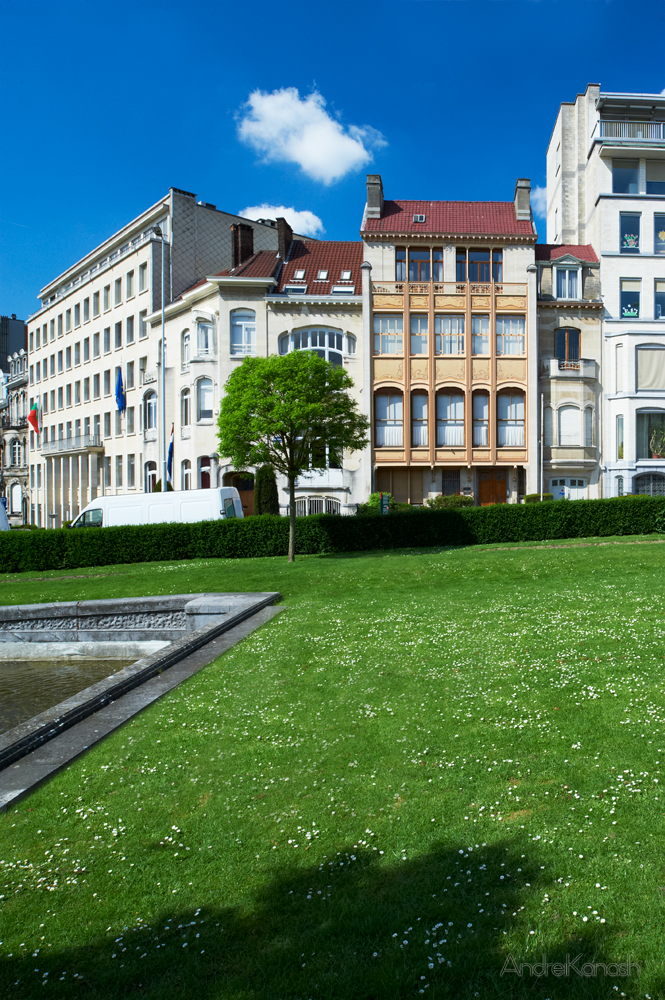
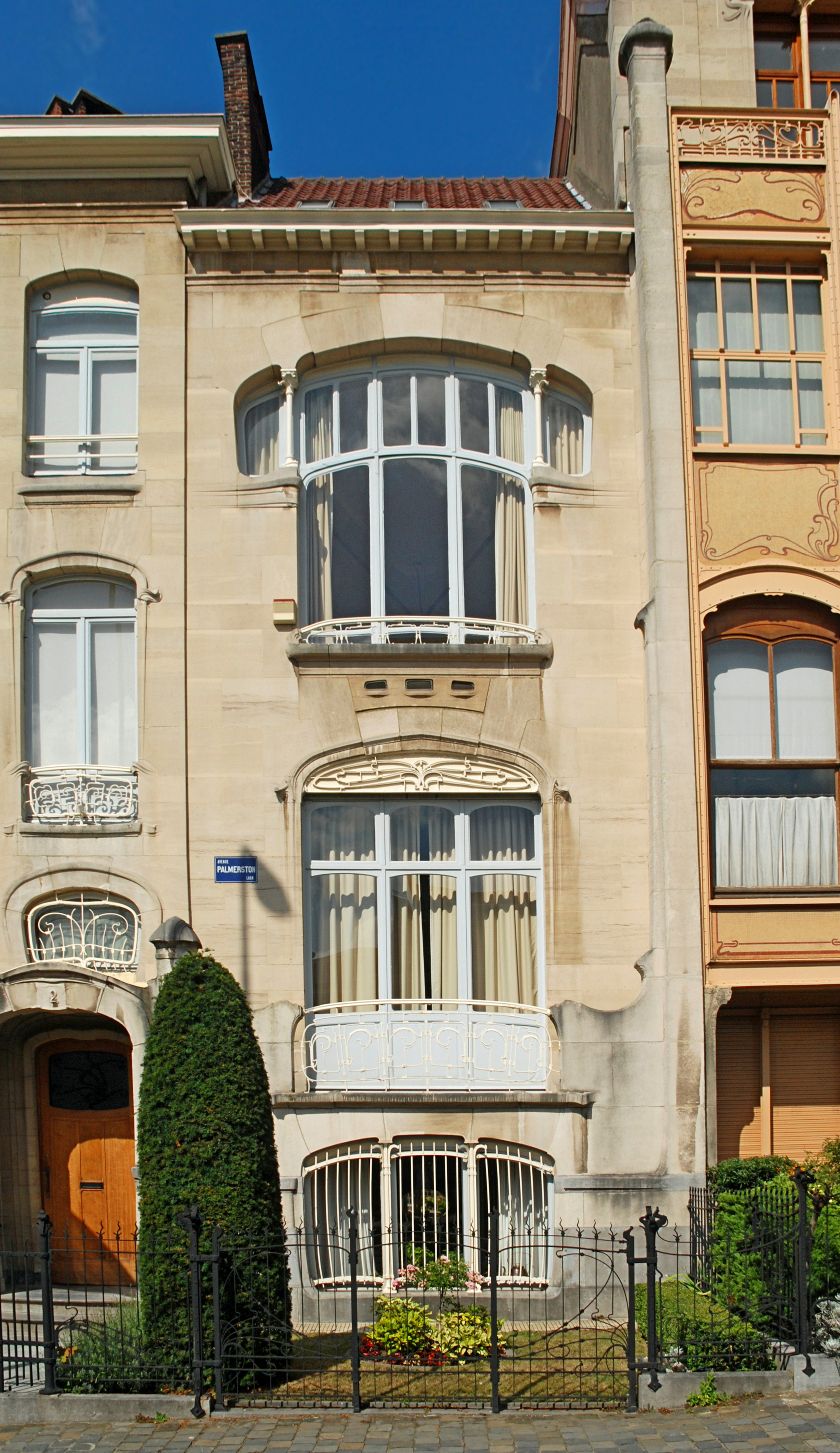
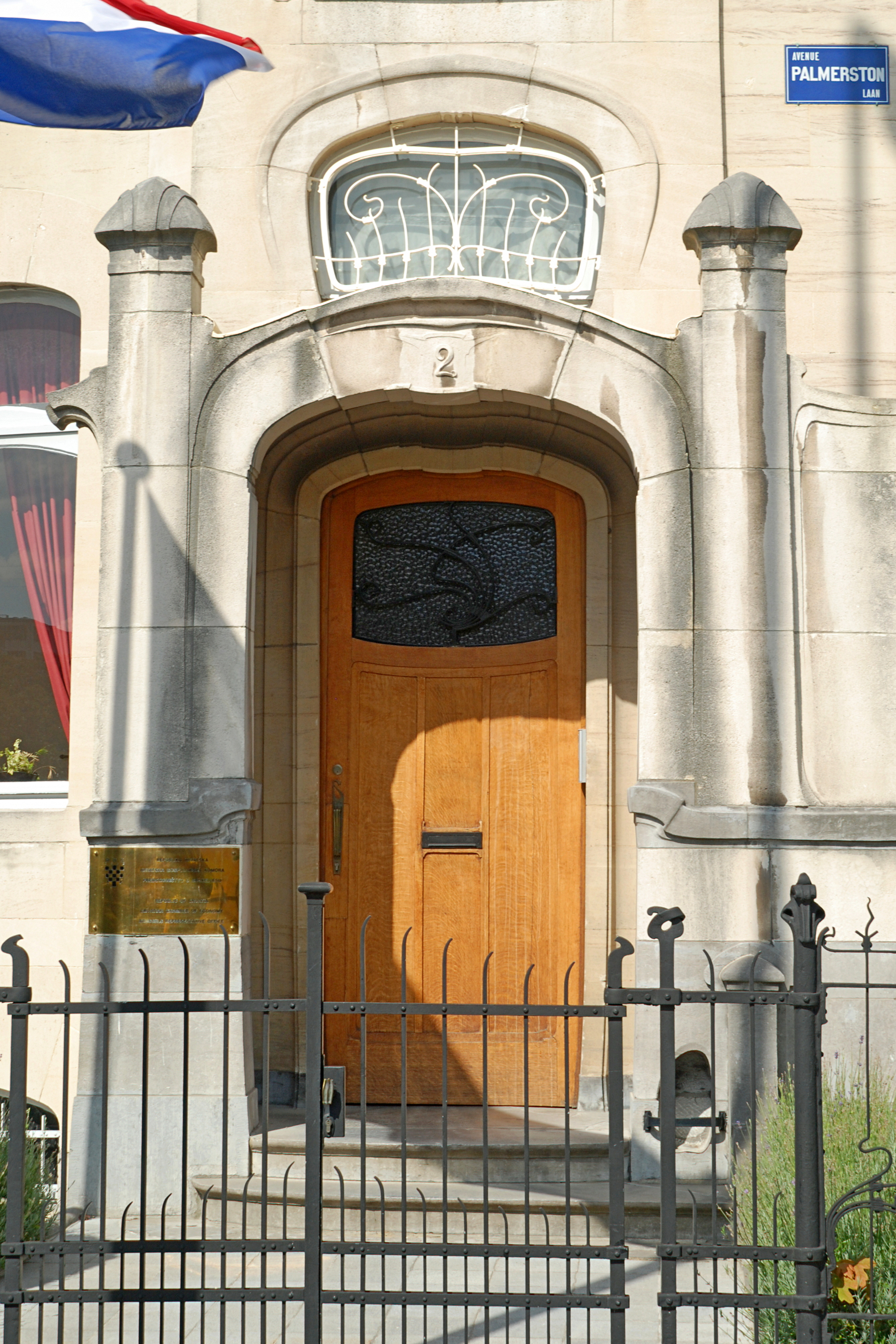
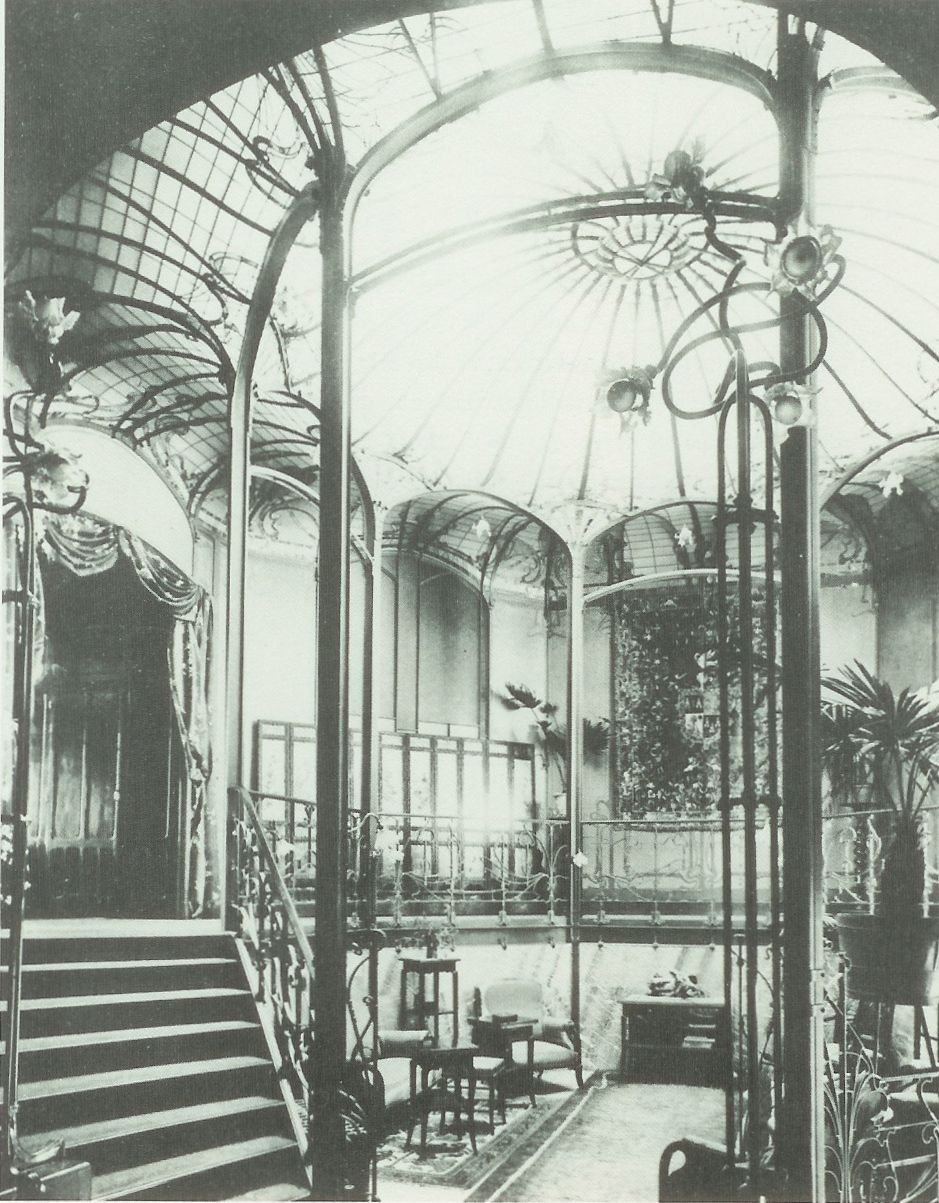
Wintertuin Hôtel Van Eetvelde
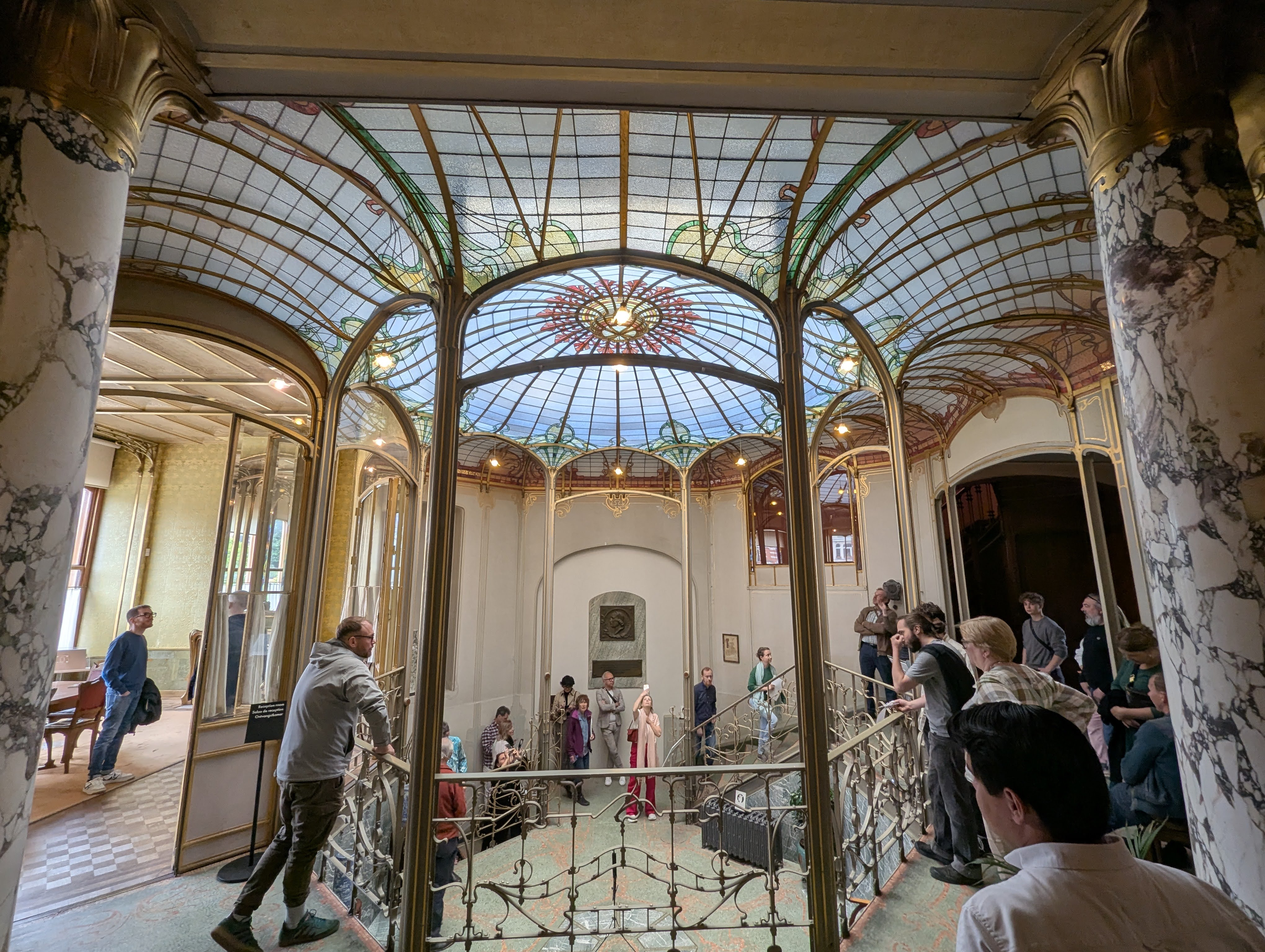
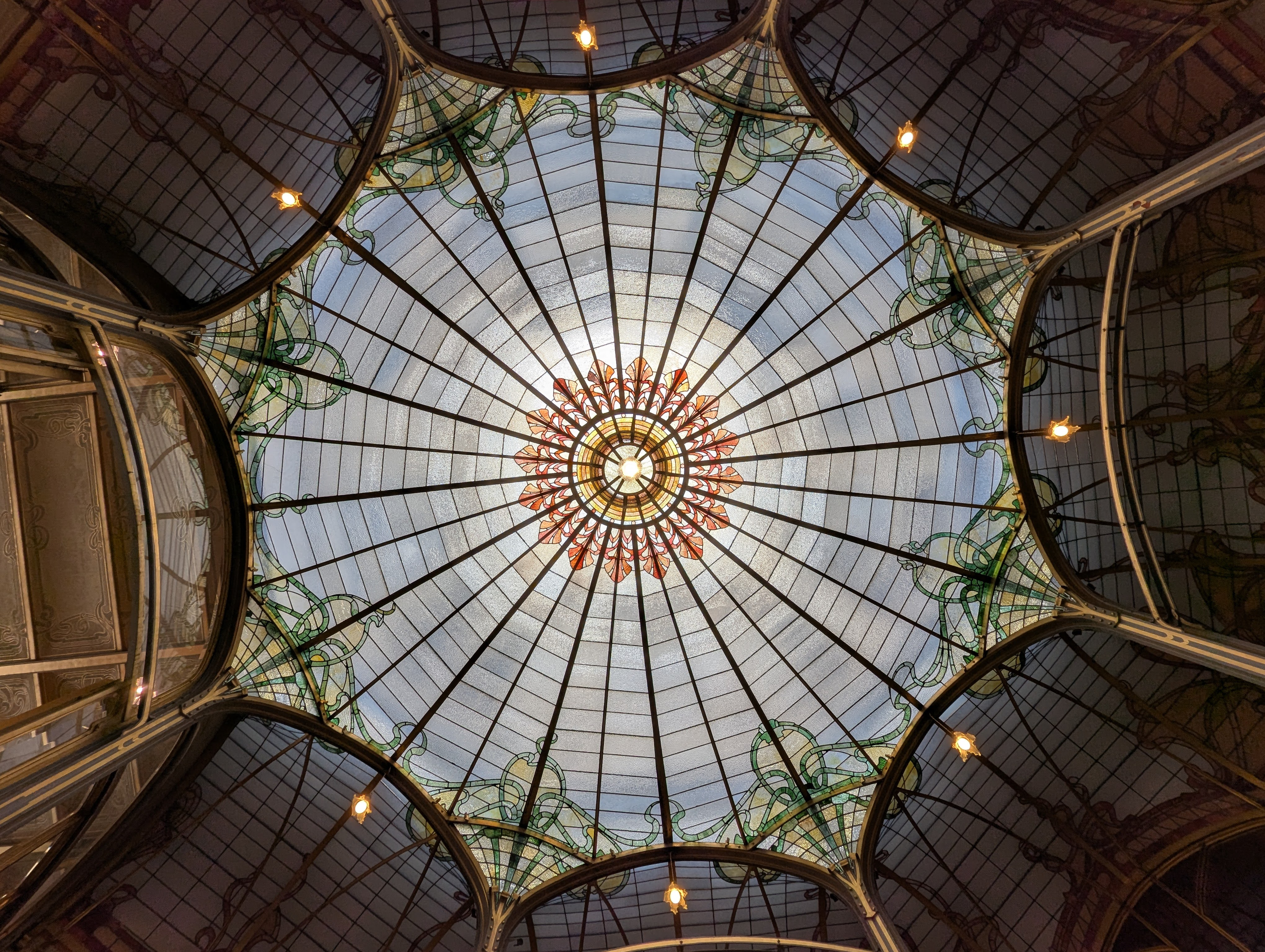
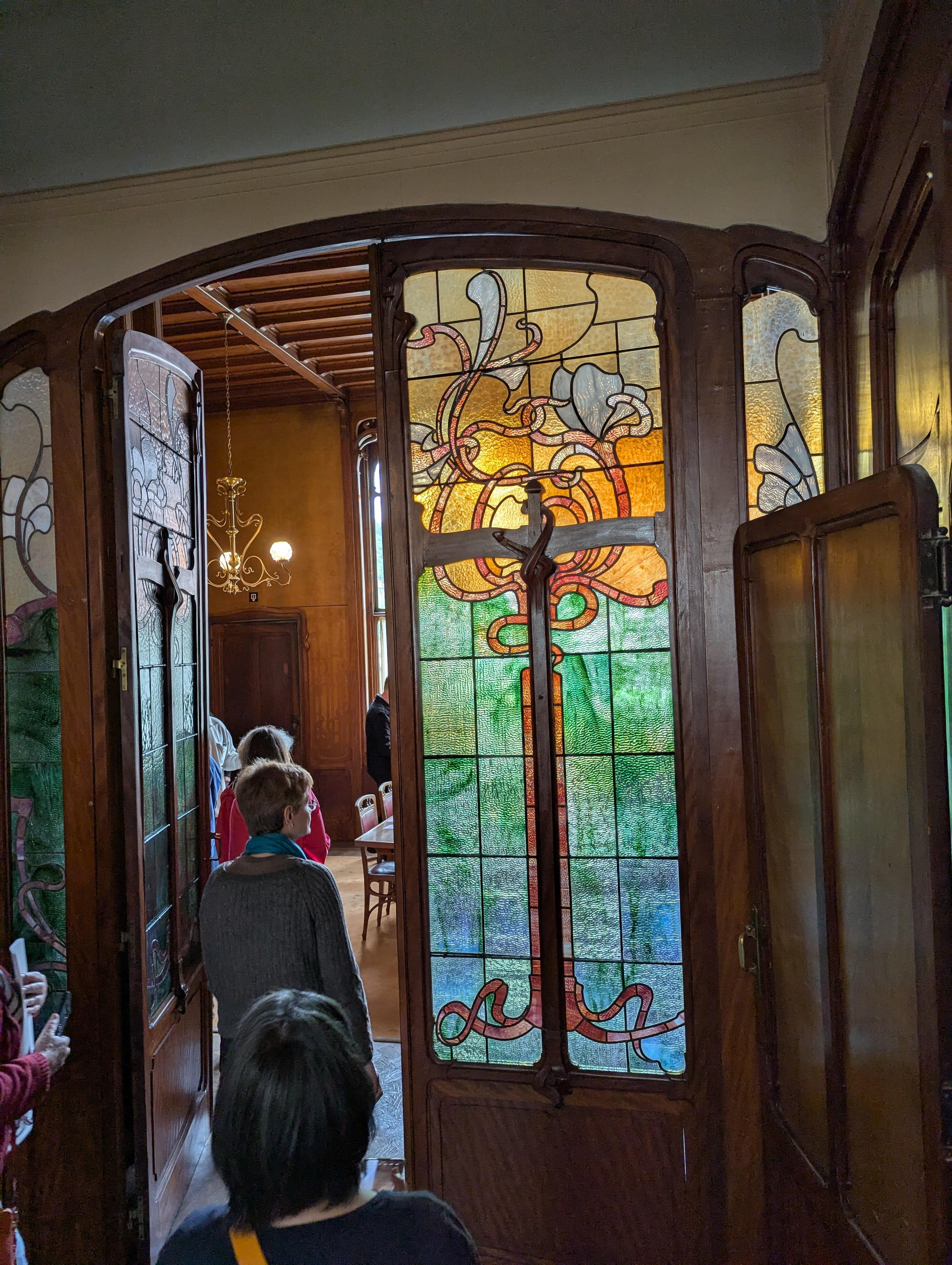